# 羅基特內 (薩爾內區村莊)
51°15′41″N 27°13′28″E / 51.26139°N 27.22444°E
羅基特内（烏克蘭語：Рокитне），是烏克蘭西北部羅夫諾州薩爾內區罗基特内市镇内的村落。始建於1888年，面積95.8平方公里，海拔高度179米，2001年人口4,890，人口密度每平方公里51.1人。